# Campeonato Sul-Americano de Marcha Atlética de 2008
O 17º Campeonato Sul-Americano de Marcha Atlética de 2008 foi realizado na cidade de Cuenca, no Equador, entre 15 e 16 de março de 2008. Participaram do evento 74 atletas de sete nacionalidades membros da CONSUDATLE.

## Medalhistas
Ao todo foram disputadas sete categorias.
| Evento                 | Ouro                      | Ouro    | Prata                  | Prata   | Bronze               | Bronze  |
| ---------------------- | ------------------------- | ------- | ---------------------- | ------- | -------------------- | ------- |
| Maculino               |                           |         |                        |         |                      |         |
| 20 km sênior           | Luis Fernando López (COL) | 1:24:38 | Rolando Saquipay (ECU) | 1:25:41 | James Rendón (COL)   | 1:27:07 |
| 50 km sênior           | Mesías Zapata (ECU)       | 4:15:26 | David Guevara (ECU)    | 4:33:33 | Edwin Ochoa (ECU)    | 4:34:55 |
| 10 km júnior (Sub-20)  | Julián Rendón (COL)       | 45:07   | Ricardo Lojan (ECU)    | 45:47   | José Montaña (COL)   | 46:06   |
| 10 km juvenil (Sub-18) | Alexander Castañeda (COL) | 46:50   | Caio Bonfim (BRA)      | 47:00   | José Fernández (ECU) | 48:26   |
| Equipe masculino       |                           |         |                        |         |                      |         |
| 20 km sênior           | Colômbia                  | 10 pts  | Equador                | 16 pts  | Chile                | 37 pts  |
| 50 km sênior           | Equador                   | 6 pts   |                        |         |                      |         |
| 10 km júnior (Sub-20)  | Colômbia                  | 4 pts   | Equador                | 6 pts   | Brasil               | 15 pts  |
| 10 km juvenil (Sub-18) | Equador                   | 7 pts   |                        |         |                      |         |
| Feminino               |                           |         |                        |         |                      |         |
| 20 km sênior           | Sandra Zapata (COL)       | 1:39:02 | Johana Ordóñez (ECU)   | 1:39:28 | Janeth Guamán (ECU)  | 1:40:25 |
| 10 km júnior (Sub-20)  | Anlly Pineda (COL)        | 49:13   | Claudia Cornejo (BOL)  | 49:22   | Maria Rayo (COL)     | 49:41   |
| 5 km juvenil (Sub-18)  | Ximena Sangoquisa (ECU)   | 25:39   | Kimberly García (PER)  | 25:51   | Wendy Cornejo (BOL)  | 26:03   |
| Feminino equipe        |                           |         |                        |         |                      |         |
| 20 km sênior           | Equador                   | 9 pts   | Colômbia               | 13 pts  |                      |         |
| 10 km júnior (Sub-20)  | Colômbia                  | 4 pts   | Equador                | 10 pts  | Brasil               | 17 pts  |
| 5 km juvenil (Sub-18)  | Equador                   | 5 pts   |                        |         |                      |         |

## Resultados
O resultado do campeonato é  detalhado a seguir.

### Masculino sênior 20 km
Individual
| Posição           | Atleta                    | Tempo   |
| ----------------- | ------------------------- | ------- |
| Medalha de ouro   | Luis Fernando López COL   | 1:24:38 |
| Medalha de prata  | Rolando Saquipay ECU      | 1:25:41 |
| Medalha de bronze | James Rendón COL          | 1:27:07 |
| 4                 | Pavel Chihuán PER         | 1:28:56 |
| 5                 | Mauricio Arteaga ECU      | 1:29:16 |
| 6                 | John Edison García COL    | 1:30:07 |
| 7                 | Juan Manuel Cano ARG      | 1:30:40 |
| 8                 | Rafael Duarte BRA         | 1:31:09 |
| —*                | Andrés Chocho ECU         | 1:31:27 |
| 9                 | Claudio Villanueva ECU    | 1:32:30 |
| 10                | Yerko Araya CHI           | 1:32:34 |
| 11                | Alex Tapia PER            | 1:33:17 |
| 12                | Edward Araya CHI          | 1:39:11 |
| 13                | Jonathan Riekmann BRA     | 1:40:22 |
| 14                | Fabio Benito González ARG | 1:40:42 |
| 15                | Camilo Acuña CHI          | 1:41:43 |
| —                 | José Alessandro Bagio BRA | DNF     |
| —                 | Patricio Ortega ECU       | DNF     |

* Atleta extra (ilegível para resultados de equipe e individuais).
Equipe
| Posição           | Nacionalidade | Pontos |
| ----------------- | ------------- | ------ |
| Medalha de ouro   | Colômbia      | 10 pts |
| Medalha de prata  | Equador       | 16 pts |
| Medalha de bronze | Chile         | 37 pts |

### Masculino sênior 50 km
Individual
| Posição           | Atleta                     | Tempo   |
| ----------------- | -------------------------- | ------- |
| Medalha de ouro   | Mesías Zapata ECU          | 4:15:26 |
| —*                | Fausto Quinde ECU          | 4:25:27 |
| Medalha de prata  | David Guevara ECU          | 4:33:33 |
| Medalha de bronze | Edwin Ochoa ECU            | 4:34:55 |
| —*                | Edgar Cudco ECU            | 4:42:57 |
| 4                 | Luis Felipe dos Santos BRA | 4:47:45 |
| —                 | Samir César Sabadin BRA    | DNF     |
| —                 | Luis Figueroa CHI          | DNF     |

* Atleta extra (ilegível para resultados de equipe e individuais).
Equipe
| Posição         | Nacionalidade | Pontos |
| --------------- | ------------- | ------ |
| Medalha de ouro | Equador       | 6 pts  |

### Masculino júnior (Sub-20) 10 km
Individual
| Posição           | Atleta                  | Tempo |
| ----------------- | ----------------------- | ----- |
| Medalha de ouro   | Julián Rendón COL       | 45:07 |
| Medalha de prata  | Ricardo Lojan ECU       | 45:47 |
| Medalha de bronze | José Montaña COL        | 46:06 |
| 4                 | Jonathan Cáceres ECU    | 46:28 |
| 5                 | Felipe Toloza CHI       | 48:16 |
| 6                 | Samuel Babativa COL     | 48:55 |
| 7                 | Diego Martin BRA        | 50:29 |
| 8                 | Tiago Fonseca BRA       | 54:23 |
| —                 | Washington Alvarado ECU | DSQ   |
| —                 | Dejaime de Oliveira BRA | DSQ   |
| —*                | Diego Fernández ECU     | DNS   |

* Atleta extra (ilegível para resultados de equipe e individuais).
Equipe
| Posição           | Nacionalidade | Pontos |
| ----------------- | ------------- | ------ |
| Medalha de ouro   | Colômbia      | 4 pts  |
| Medalha de prata  | Equador       | 6 pts  |
| Medalha de bronze | Brasil        | 15 pts |

### Masculino juvenil (Sub-18) 10 km
Individual
| Posição           | Atleta                  | Tempo |
| ----------------- | ----------------------- | ----- |
| Medalha de ouro   | Alexander Castañeda COL | 46:50 |
| Medalha de prata  | Caio Bonfim BRA         | 47:00 |
| Medalha de bronze | José Fernández ECU      | 48:26 |
| 4                 | Andrés Díaz ECU         | 48:58 |
| —*                | Oscar Orozco ECU        | 51:00 |
| 5                 | Henry Gajardo CHI       | 51:02 |
| 6                 | Ariel Magallanes ARG    | 56:04 |
| —                 | Jackson Vivar ECU       | DSQ   |

* Atleta extra (ilegível para resultados de equipe e individuais).
Equipe
| Posição         | Nacionalidade | Pontos |
| --------------- | ------------- | ------ |
| Medalha de ouro | Equador       | 7 pts  |

### Feminino sênior 20 km
Individual
| Posição           | Atleta                               | Tempo   |
| ----------------- | ------------------------------------ | ------- |
| Medalha de ouro   | Sandra Zapata COL                    | 1:39:02 |
| Medalha de prata  | Johana Ordóñez ECU                   | 1:39:28 |
| Medalha de bronze | Janeth Guamán ECU                    | 1:40:25 |
| 4                 | Miriam Ramón ECU                     | 1:40:26 |
| 5                 | Leslie Guavita COL                   | 1:44:00 |
| 6                 | Yadira Guamán ECU                    | 1:44:39 |
| 7                 | Sandra Galvis COL                    | 1:45:06 |
| 8                 | Tânia Spindler BRA                   | 1:46:48 |
| 9                 | Janeth Mamani BOL                    | 1:47:38 |
| 10                | Marcela Pacheco CHI                  | 1:48:38 |
| —*                | Magaly Andrade ECU                   | 1:53:26 |
| 11                | Josette Sepúlveda CHI                | 1:53:59 |
| 12                | Elianay Santana da Silva Pereira BRA | 2:01:00 |
| —                 | Vanessa Contreras CHI                | DNF     |
| —                 | Alessandra Picagevicz BRA            | DNF     |

* Atleta extra (ilegível para resultados de equipe e individuais).
Equipe
| Posição          | Nacionalidade | Pontos |
| ---------------- | ------------- | ------ |
| Medalha de ouro  | Equador       | 9 pts  |
| Medalha de prata | Colômbia      | 13 pts |

### Feminino júnior (Sub-20) 10 km
Individual
| Posição           | Atleta                 | Tempo   |
| ----------------- | ---------------------- | ------- |
| Medalha de ouro   | Anlly Pineda COL       | 49:13   |
| Medalha de prata  | Claudia Cornejo BOL    | 49:22   |
| Medalha de bronze | Maria Rayo COL         | 49:41   |
| 4                 | Gabriela Cornejo ECU   | 50:15   |
| 5                 | Lina Cruz COL          | 52:18   |
| 6                 | Adriana Velázquez ECU  | 53:35   |
| —*                | Andrea Gordón ECU      | 57:10   |
| 7                 | Daiana Luján ARG       | 58:13   |
| 8                 | Franciele da Costa BRA | 59:57   |
| 9                 | Liliane Barbosa BRA    | 1:01:22 |
| 10                | Pámela da Silva BRA    | 1:03:09 |
| —                 | Paola Pérez ECU        | DSQ     |

* Atleta extra (ilegível para resultados de equipe e individuais).
Equipe
| Posição           | Nacionalidade | Pontos |
| ----------------- | ------------- | ------ |
| Medalha de ouro   | Colômbia      | 4 pts  |
| Medalha de prata  | Equador       | 10 pts |
| Medalha de bronze | Brasil        | 17 pts |

### Feminino juvenil (Sub-18) 5 km
Individual
| Posição           | Atleta                 | Tempo |
| ----------------- | ---------------------- | ----- |
| Medalha de ouro   | Ximena Sangoquisa ECU  | 25:39 |
| Medalha de prata  | Kimberly García PER    | 25:51 |
| Medalha de bronze | Wendy Cornejo BOL      | 26:03 |
| 4                 | Rita Andrade ECU       | 26:23 |
| —*                | Katherine Álvarez ECU  | 27:41 |
| 5                 | Janeth Huiracocha ECU  | 28:08 |
| 6                 | Viviana Jurado COL     | 28:49 |
| 7                 | Mayara Vicentainer BRA | 29:03 |
| 8                 | Maricela Salamanca CHI | 30:21 |
| 9                 | Romina Oyola ARG       | 31:04 |

* Atleta extra (ilegível para resultados de equipe e individuais).
Equipe
| Posição         | Nacionalidade | Pontos |
| --------------- | ------------- | ------ |
| Medalha de ouro | Equador       | 5 pts  |

## Participantes
A participação de 74 atletas de 7 países.
| - Argentina (5) - Bolívia (3) - Brasil (16) | - Chile (10) - Colômbia (14) | - Equador (23) - Peru (3) |